# 버락 오바마 시니어
버락 오바마 시니어(Barack Obama, Sr., 1934년 6월 18일~1982년 11월 24일)는 케냐의 경제학자이며, 전 미국 대통령 버락 오바마의 친아버지이다. 그는 자신의 아들이 쓴 회고록인 《내 아버지로부터의 꿈》에서 주요한 인물로 등장한다. 그러나 1982년 11월 24일, 케냐 나이로비에서 항년 48세라는 나이에 교통사고로 세상을 떠났다.
버락 후세인 오바마는 영국 식민지 케냐 켄두 베이 바깥 쪽의 빅토리아 호수 물가에 있는 라쿠온요 구역의 칸야드히앙 마을에서 태어났다. 그는 나얀자주, 시아야 구역, 나양 오마 코겔로 마을에서 자랐다. 그의 가족은 루오족이었다.
오바마 1세는 최소한 세 명의 부인이 있었던 후세인 온양고 오바마(1895년~1979년)의 아들이었다.

## 같이 보기
- 오바마가